# Drobyćkyj Jar
Drobyćkyj Jar (ukr. Дробицький Яр) – uroczysko we wschodniej części Charkowa na Ukrainie. Rozpoczyna się w rejonie skrzyżowania Moskiewskiego Prospektu i obwodnicy Charkowa. Jest znane jako miejsce masowych rozstrzeliwań ludności cywilnej przez okupacyjne władze niemieckie w latach 1941-1942.

## Zbrodnia
Jar przeszedł do historii II wojny światowej jako jedno z miejsc zmiany polityki Niemiec wobec narodów skupionych w ZSRR, po zakończeniu okresu współpracy Hitlera ze Stalinem i ataku Niemiec na Związek Sowiecki. Charków okupowany był przez Niemców od 24 października 1941. Władze niemieckie od początku rejestrowały ludność żydowską. Specjalne żółte blankiety otrzymało ponad 10 tysięcy charkowskich Żydów. 14 grudnia 1941 komendant miasta, Alfred von Puttkammer, podpisał rozkaz likwidacji charkowskiego getta i przesiedlenia Żydów do baraków zlokalizowanych m.in. przy zakładach traktorowych. 26 grudnia 1941 Niemcy rozpoczęli masowe rozstrzeliwania w Drobyckim Jarze, podczas których zwożono tam ludzi z całego obwodu. Według niemieckich danych na dzień 1 czerwca 1942 w Charkowie nie pozostali żadni Żydzi. W miejscu zbrodni zgładzono ponad 15 tysięcy osób – mężczyzn, kobiet i dzieci, przy czym niemowlęta wrzucano do dołów żywcem.

## Proces
Po wyparciu Niemców z Charkowa odbył się pokazowy proces zbrodniarzy odpowiedzialnych za rozstrzeliwania, w którym uczestniczyli przedstawiciele elit pisarskich ZSRR, m.in. Aleksiej Tołstoj, Ilja Erenburg, Konstantin Simonow i Leonid Leonow. Proces prowadzony przez Trybunał Wojenny 4. Frontu Ukraińskiego rozpoczął się 1 grudnia 1943. 19 grudnia tego samego roku sprawców powieszono na jednym z charkowskich rynków w obecności kilkudziesięciu tysięcy mieszkańców miasta.

## Upamiętnienie

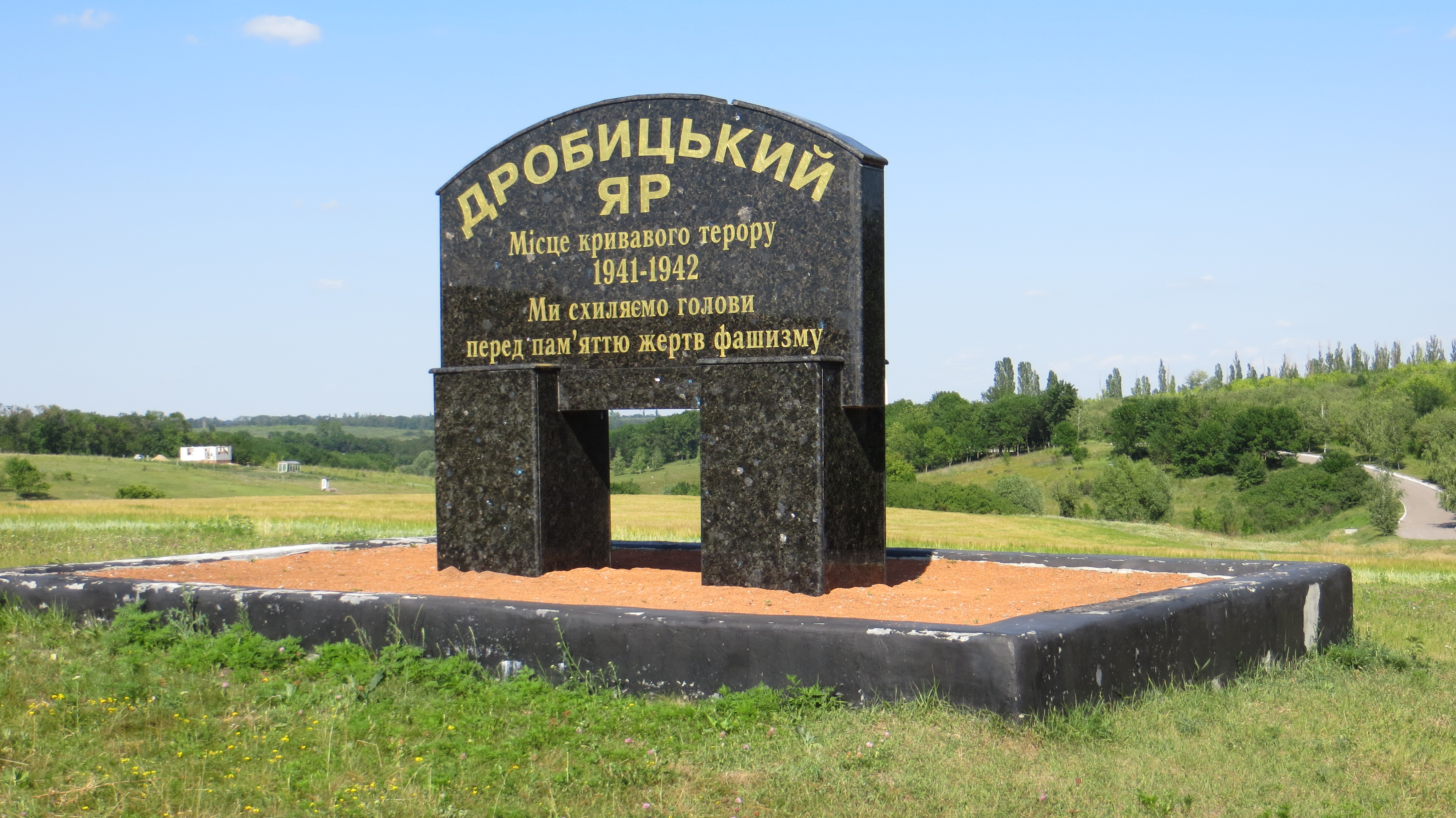
Wejście do kompleksu

W 1955 postawiono na miejscu mordu pierwszy, skromny obelisk, ale zbrodnia nie była nagłaśniana i nie odbywały się tu żadne ważniejsze uroczystości. Dopiero w 1989 posadowiono 10-tonowy granitowy głaz pamiątkowy z napisem Ofiarom Holokaustu – pamięci dziesiątek tysięcy Żydów zamordowanych tu przez nazistów od grudnia 1941 do stycznia 1942 roku. Budowa miejsca pamięci, rozpoczęta w latach 1992-1994 napotykała liczne trudności, głównie finansowe. Ostatecznie w grudniu 2002, przy udziale prezydenta Leonida Kuczmy i ambasador Anny Azari, otwarto pierwszą część kompleksu ofiar faszyzmu, zaprojektowaną przez A. Lejbfrejda i W. Sawienkowa. Ma on formę 22-metrowego obelisku oraz wolno stojącej menory, jak również steli przy wejściu z napisem Oto miejsce, gdzie umarli uczą żywych. Do budowy obiektów dostarczono 180 ton granitu z Żytomierza, z którego wzniesiono m.in. moskiewskie mauzoleum Lenina. Ze względu na szczególne cechy tego materiału (czerwonawe żyły), kamienie leżące u stóp menory symbolizują krwawienie. W mogiłach na terenie Jaru spoczywają przede wszystkim Żydzi z terenu Charkowa i obwodu charkowskiego, ale także Ukraińcy, Rosjanie, Ormianie i przedstawiciele innych narodów (w tym jeńcy wojenni i osoby chore psychicznie). W podziemnej części głównego obelisku znajduje się Sala Pamięci, na której ścianie znajdują się nazwiska zidentyfikowanych ofiar. Umieszczono tu także marmurową płytę z przykazaniem Nie zabijaj.
Obszar jaru obejmuje dwa miejsca pochówków (rowy): jeden ma 100 metrów długości, a drugi 60 metrów. Archiwa w Charkowie zawierają dane o 15 tysiącach ofiar tego miejsca kaźni, jednak członkowie fundacji Drobyćkyj Jar szacują liczbę zamordowanych na 30 tysięcy ludzi.
Memoriał został uszkodzony przez rosjan w wyniku ostrzału artyleryjskiego w końcu marca 2022.